# Liberty a Catania

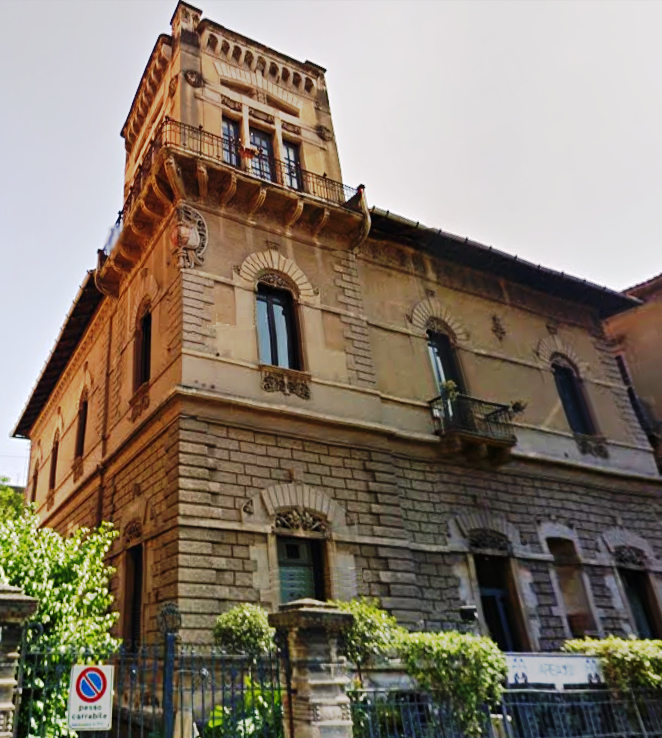
Villa Reina Miranda, via XX Settembre, angolo via Grotte Bianche, Catania, arch. Francesco Fichera

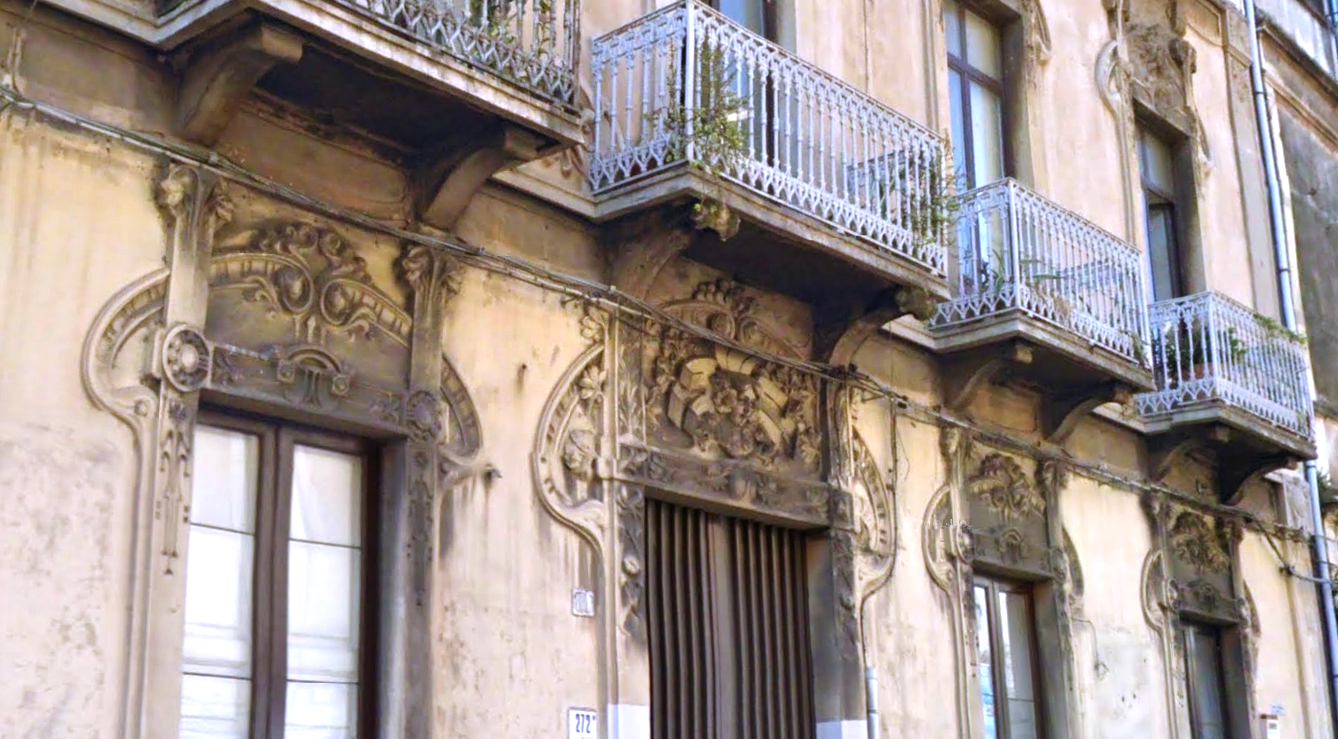
Palazzo Marano, via Umberto I, 272, Catania, arch. Tommaso Malerba

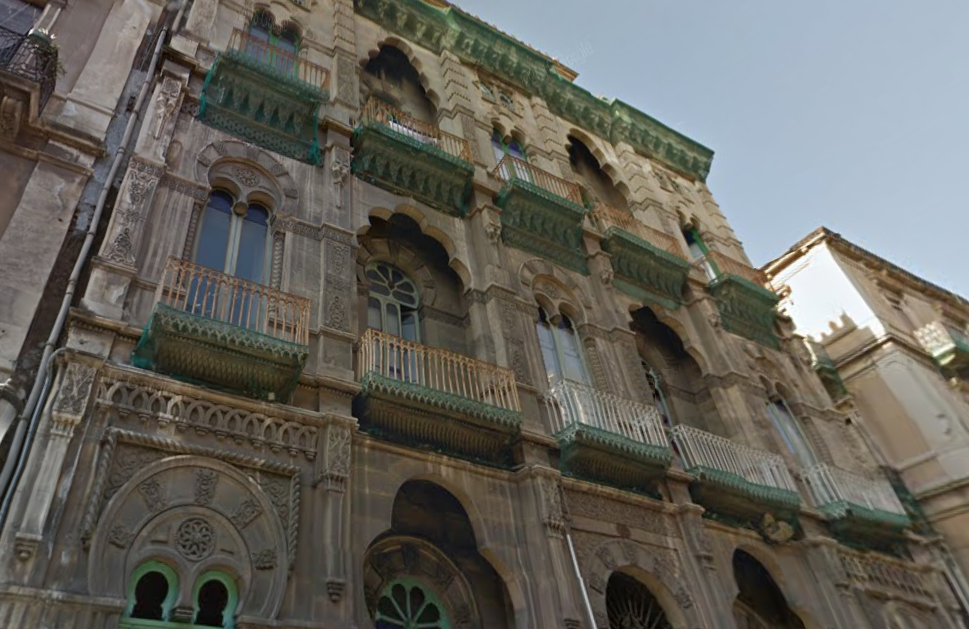
Palazzo Mazzone, via Umberto I, Catania, arch. Tommaso Malerba

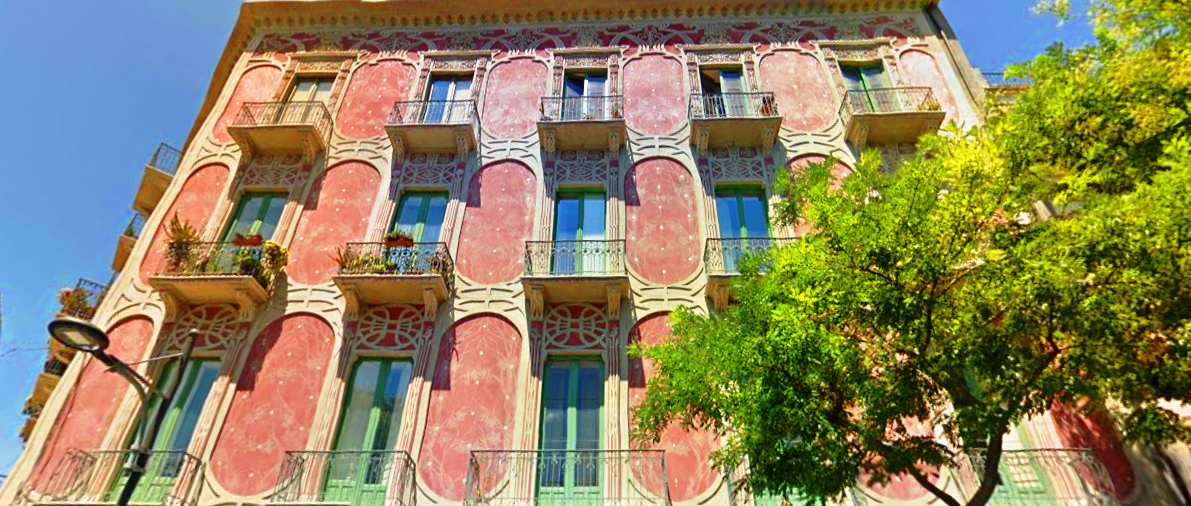
Palazzo Rosa, via VI Aprile, Catania, arch. Fabio Maiorana

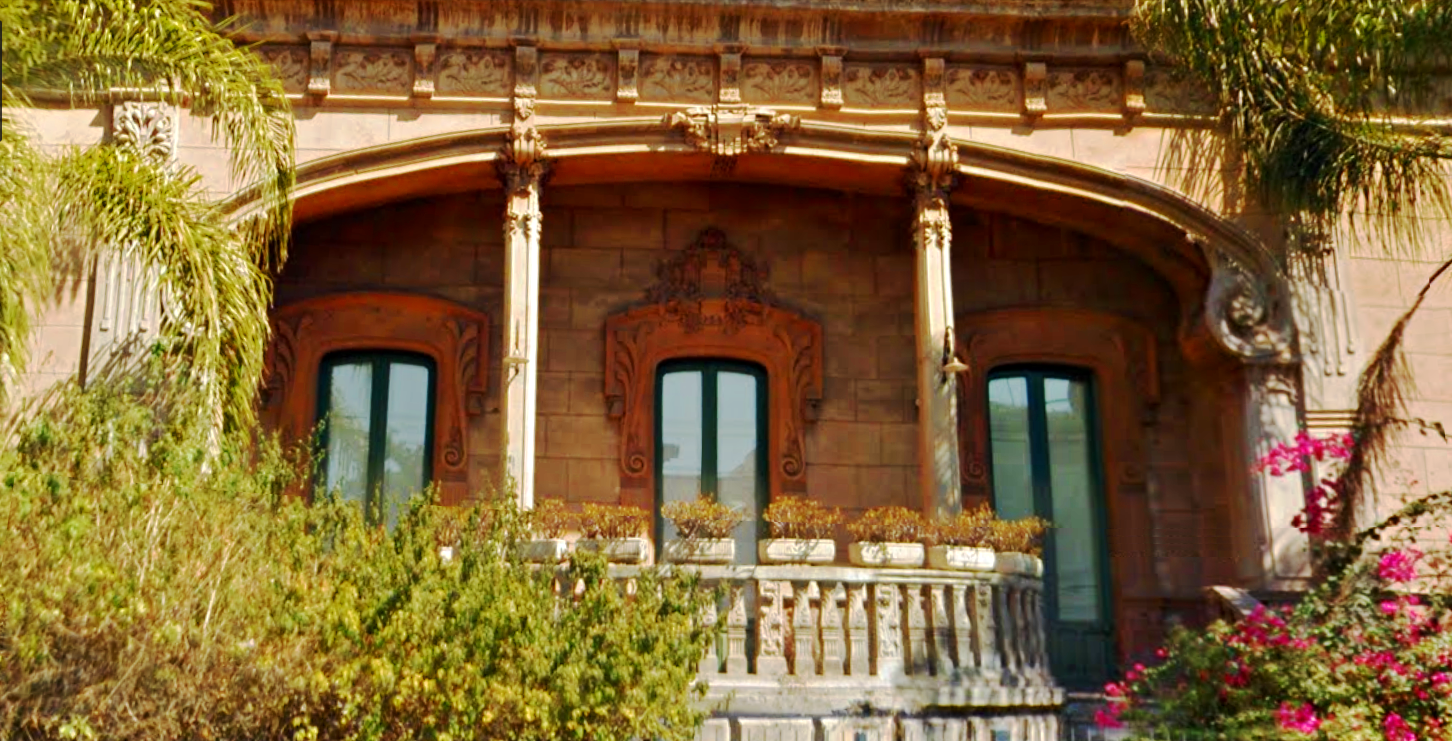
Villa Ardizzone, viale Mario Rapisardi, Catania, arch. Carmelo Malerba Guerreri

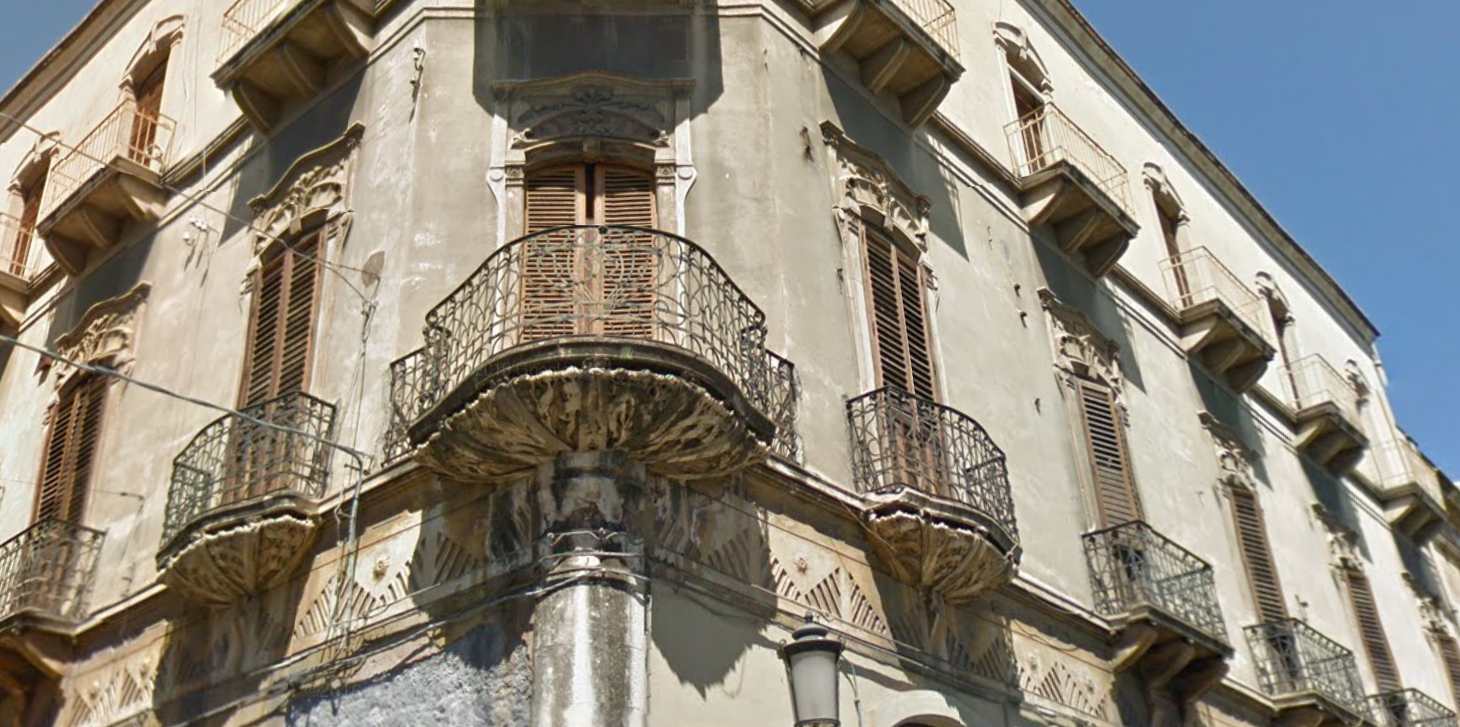
Palazzo, piazza Principessa Iolanda, Catania

Con Liberty a Catania si intende lo stile architettonico dominante nella città etnea nel primo decennio del Novecento, seppur parzialmente contaminato dall'eclettismo.
Il passaggio dal XIX al XX secolo in Europa fu caratterizzato da un fervente rinnovamento delle espressioni artistiche sicuramente influenzate dal progresso tecnico e dall'entusiastica esaltazione positivista degli importanti traguardi raggiunti dalla scienza. Le evoluzioni dell'avanguardia artistica di fine Ottocento coinvolsero dapprima le arti applicate, assumendo denominazioni differenti a seconda delle aree geografiche: in Francia prese il nome di Art Nouveau, in Germania Jugendstil, in Austria Sezessionstil, Modern Style nel Regno Unito e Modernismo in Spagna.
In Italia la nuova corrente si affermò nelle maggiori città italiane, con assoluta prevalenza a Palermo e Torino, inizialmente come «arte nuova», declinando il termine direttamente dal francese e ciò invita a riflettere come in Italia e Francia più che nel resto d'Europa il nome di questo nuovo stile non sia provenuto da quel forte desiderio di rottura con il passato e con la tradizione accademica. Nel contesto nazionale questa nuova corrente, che in seguito assunse il nome di «stile floreale», non si consolidò mai in una vera e propria scuola italiana di riferimento, ma si affermò, seppur con un lieve ritardo rispetto ai maggiori Paesi europei, vivendo il suo massimo splendore nei primissimi anni del Novecento. In questo primo decennio del Novecento e a seguito delle edizioni dell'Esposizione internazionale d'arte decorativa moderna del 1902 di Torino, infatti, si può parlare di «Liberty», termine che infine si affermò più diffusamente nel complessivo e variegato panorama architettonico nazionale e derivante dai celebri magazzini londinesi di Arthur Lasenby Liberty, tra i primi a esporre e diffondere oggetti e stampe di gusto esotico che ostentavano le forme sinuose tipiche di questo nuovo stile.
Nell'Italia centrale e meridionale il Liberty non raggiunse le evoluzioni più francesizzanti di Torino o talvolta esasperate di Milano ma fu fortemente influenzata dall'imperante eclettismo, dando vita a un Liberty decisamente più contaminato ma tuttavia di apprezzabile interesse architettonico.

## Basile e Fichera
I primi architetti del Liberty a Catania furono Ernesto Basile (Villa Manganelli) e il suo allievo Francesco Fichera (Villa Majorana, Villa Reina Miranda, Sport Club, Villa Scannapieco, Palazzo da pigione Tringali, Palazzo delle Poste, Villa Fichera, Istituto De Felice, Villa Finocchiaro e Garage Musmeci). Del padre Filadelfo Fichera è l'Arena Pacini.

## Malerba
Tommaso Malerba fu influenzato dal gusto del Liberty francese e tedesco. Le opere a sua firma sono il chiosco Inserra, il Palazzo Marano Giuffrida, il palazzo Mazzone, il Palazzo Duca di Camastra, la Palazzina Abate e il Negozio Frigeri.

## Sada
Opere dell'architetto Carlo Sada sono la Torre Alessi, il Teatro Massimo Vincenzo Bellini, la Gioielleria Agatino Russo e figli, la Clinica Clementi, la Villa Morosoli e il Palazzo Pancari Ferreri.

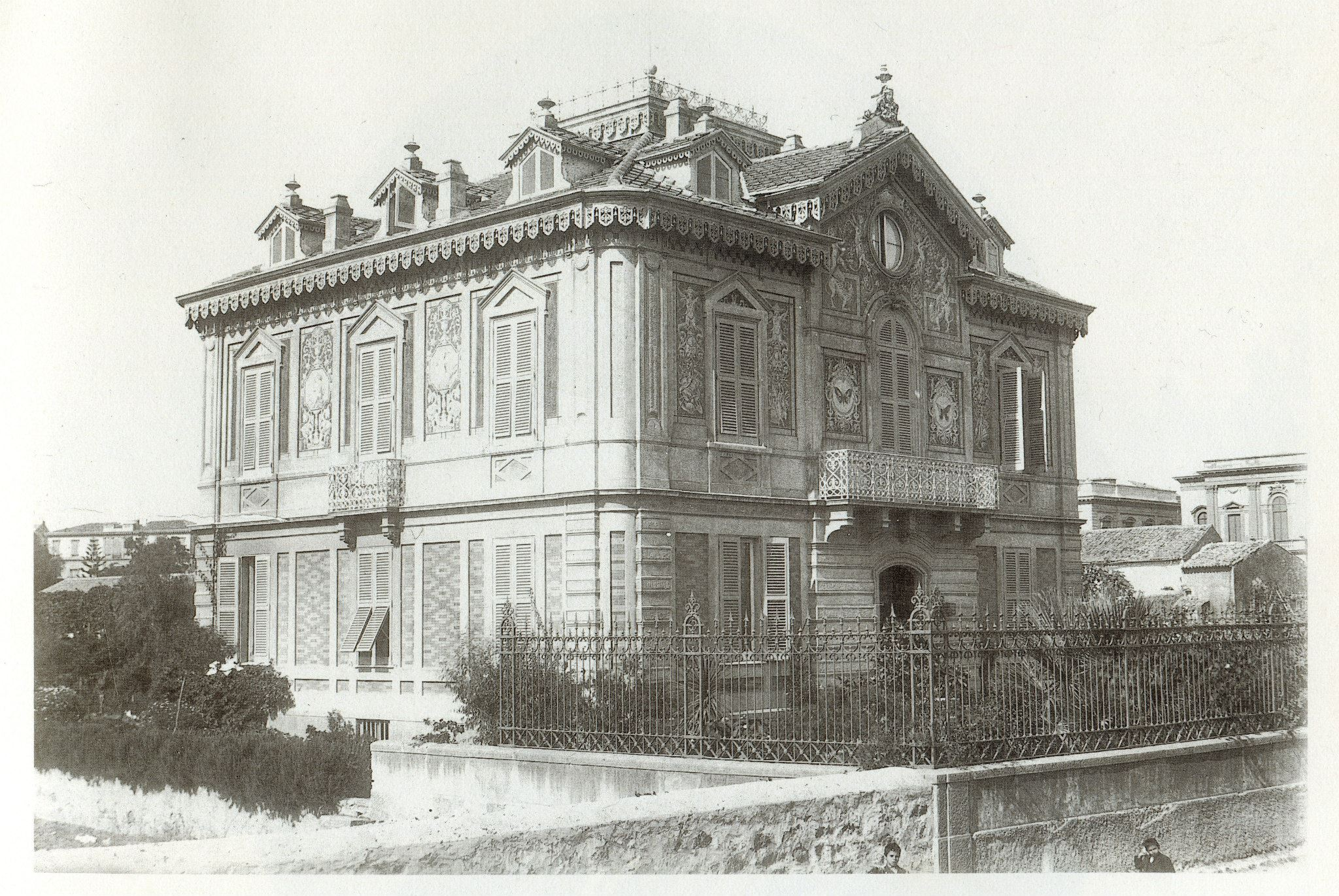
Villa Morosoli, oggi demolita, arch. Carlo Sada

## Lanzerotti
Opere eclettiche con elementi Liberty come La Birraria Svizzera, il Gran Caffè Lorenti, la Villa Farnè, la Villa D'Ayala, il Villino Citelli e il Villino Priolo, furono progettate da Paolo Lanzerotti.

## Altri architetti
Altre notevoli architetture Liberty sono: l'ex Cinema Diana, Villa Messina, Villa Zingali, Villa Del Grado, Monte di Pietà, Villa Majorana, Villa De Luca, Villa Bonajuto, Villa Romeo, Palazzo Del Grado, Palazzo Monaco, VIlla Trigona, Villa Majorana, Casa Benenati, Villa Majorana; la Villa Ardizzone, dell'architetto Carmelo Malerba Guerrieri; il palazzo Rosa progettato da Fabio Majorana; la villa residenziale di Giuseppe Schininà di Sant'Elia, opera dell'architetto Bernardo Gentile Cusa; il Teatro Sangiorgi, opera dell'architetto Salvatore Giuffrida; il Palazzo dell'Esposizione e il Grande Ottagono, opere dell'ingegnere Luciano Franco; il Cinema Odeon, il Palazzo Garretto, nonché la Villa Fragapane e la Palazzina Perrotta, sono invece opere di Carmelo Aloisi, che introdusse a Catania nuovi motivi propri all'Art déco, coniugandoli all'architettura novecentesca del Razionalismo italiano, in uso soprattutto nel ventennio fascista.

### Liberty in Italia
- Liberty a Cagliari
- Liberty a Messina
- Liberty a Milano
- Liberty a Napoli
- Liberty a Torino